# Kapela sv. Antuna Padovanskog u Kučilovini
Kapela sv. Antuna Padovanskog katolička je kapela koja se nalazi u zagrebačkoj četvrti Sesvete u naselju Kučilovina. Kapela je sagrađena 2006. godine.

## Galerija
- Prednje pročelje
- Unutrašnjost kapele